# Eucalyptus viminalis
Eucalyptus viminalis (também conhecido pelo nome popular Eucalipto-de-fita) é uma árvore do gênero Eucalyptus, originária da Austrália. 

## Descrição
É uma angiosperma, com cerca de 30 m de altura, podendo chegar até 50 m. É uma árvore anual e perene.
Nativa da Austrália, das regiões de Victoria, Tasmânia, Austrália Meridional e Nova Gales do Sul.
Tem tendência populacional estável. É uma espécie considerada quase ameaçada de extinção pela União Internacional para a Conservação da Natureza (IUCN). 

## Características
Possui tronco ereto revestido por uma casca lisa ou áspera na parte inferior, próxima à base, e casca lisa na parte superior. Coloração de cinza a cinza-escuro. É pouco fibrosa.
As folhas jovens são opostas, de formato lanceolado e de cor verde opaca (sem brilho). As folhas adultas são disjuntas, lanceoladas ou estreito-lanceoladas, de um verde brilhante com ambas as faces de mesma cor, com 8 a 20 cm de comprimento e 0,8 a 2,5 cm de largura.
As flores são brancas e triflora (três flores), característica que diferencia o Eucalyptus viminalis das demais espécies do gênero Eucalyptus. Pedúnculos são estreitamente achatados ou angulares, com 4 a 8 mm de comprimento. Os botões são ovoides, com 5 a 8 mm de comprimento e 3 a 5 mm de diâmetro.
O fruto é globular ou ovoide, com 4-8mm de comprimento e 4-9mm de diâmetro. São deiscentes.

## Multiplicação
A propagação acontece exclusivamente por sementes. As sementes são pequenas, podendo ser acinzentadas até marrons/pretas.

## Habitat
É encontrado em regiões de altitude e de baixas temperaturas.
O habitat dessa espécie sofre declínio devido ao desmatamento e cultivo associados à agricultura e pecuária. 

## Distribuição no Brasil
O Eucalyptus viminalis não é uma planta nativa do Brasil. 
Está presente no Nordeste (Ceará), Sudeste (Rio de Janeiro, São Paulo) e Sul (Paraná, Rio Grande do Sul e Santa Catarina)

## Usos
O Eucalyptus viminalis é culturalmente importante para os indígenas australianos, pela sua grande variedade de usos e de significados.
A madeira é róseo-clara ou amarelada, sendo usada em construções e adequada para reflorestamentos. É altamente resistente a baixas temperaturas e a geadas, sendo indicado para regiões frias. Por conta disso, é cultivado amplamente na região Sul do Brasil. A madeira ainda é utilizada para caixotaria, escoras, mourões e lenha.
O Eucalyptus viminalis é uma das espécies de eucalipto mais utilizadas para a produção de energia renovável.
Ele ainda é utilizado na apicultura (produção de mel), na fitoterapia e na aromaterapia, pelos seus óleos essenciais.

## Taxonomia
Eucalyptus viminalis foi descrita primeiramente pelo botânico francês Jacques Labillardière, em 1806, em seu livro Novae Hollandiae Plantarum Specimen, que descreve a flora da Austrália. 

## Nomes populares
Brasil: Eucalipto
Austrália: Gippsland manna gum; manna gum; ribbon gum; rough-barked manna gum; white gum
Austrália/Nova Gales do Sul: Ribbon gum; white gum
Austrália/Austrália Meridional: Rough-barked manna gum
Austrália/Tasmânia: White gum
Austrália/Victoria: Gippsland manna gum; rough-barked manna gum
Alemanha: Gummibaum, Australischer Manna-; Gummibaum, Weiss-
Itália: Eucalipto bianco

## Sinônimos relevantes
Eucalyptus angustifolia Desf. ex Link
Eucalyptus crucivalvis F.Muell. ex Miq.
Eucalyptus gunnii Miq.
Eucalyptus huberiana Naudin
Eucalyptus patentiflora F.Muell.
Eucalyptus pilularis DC.
Eucalyptus saccharifera F.Muell. ex Miq.